# Ralf Abrahms
Ralf „Charly“ Abrahms (* 1957 in Bad Harzburg) ist ein deutscher Politiker (Bündnis 90/Die Grünen), Politikwissenschaftler und seit dem 22. September 2002 Bürgermeister der Stadt Bad Harzburg. Er ist der erste Bürgermeister seiner Partei in Niedersachsen.

## Leben
Abrahms wuchs in Bad Harzburg auf und schloss 1978 sein Abitur am Werner-von-Siemens-Gymnasium ab. Er studierte Politikwissenschaften in Marburg, Braunschweig und Göttingen mit anschließender Zusatzausbildung zum Projektmanager.
Abrahms ist (Stand: 2019) in Bettingerode wohnhaft.

### Politische Laufbahn
Seit 1981 ist Abrahms im Bad Harzburger Stadtrat vertreten. Von 1990 bis 1995 war er Wirtschaftsdezernent und zweiter Stellvertreter des Oberbürgermeisters in Halberstadt, in der darauffolgenden Zeit wirkte er als Kreistagsabgeordneter und stellvertretender Kreistagsvorsitzender im Landkreis Goslar.
Seit 2001 ist Abrahms Mitglied der Mitgliederversammlung des Großraum Zweckverbandes Braunschweig, wo er aktuell als Mitglied im Ausschuss für Regionalplanung des Kreisverbandes Goslar vertreten ist.

### Bürgermeister der Stadt Bad Harzburg
Zum 1. Juni 1997 bewarb sich Abrahms erstmals für das Amt des Bad Harzburger Bürgermeisters und erreichte bei einer Wahlbeteiligung von 54,1 % hinter dem amtieren Bürgermeister Klaus Homann (SPD) sowie den Kandidaten Wilhelm Paul (CDU) und Rainer Warnecke (parteilos) den vierten Platz. 2002 bewarb sich Abrahms erneut und diesmal erfolgreich für den hauptamtlichen Bürgermeisterposten der Stadt Bad Harzburg, den er am 22. September 2002 antrat. Er wurde am 11. September 2011 mit deutlicher Mehrheit bestätigt.
Auch bei der Bürgermeisterwahl am 26. Mai 2019 trat Ralf Abrahms wieder an. Die CDU verzichtete auf die Aufstellung eines eigenen Kandidaten. Er setzte sich am 26. Mai 2019 mit 60,36 % gegenüber seinem Konkurrenten Thomas Ebert (SPD) durch.